# Taxyites
Taxyites agostinii
Genre
Genre
Taxyites est un genre fossile d'ammonites de la famille des Ancyloceratidae, du Crétacé inférieur (Aptien inférieur, Biozone à Weissi) du Sud-Est de la France. Une seule espèce lui est rattachée, Taxyites agostinii.

## Systématique
Le nom valide complet (avec auteur) de ce taxon est Taxyites Delanoy (d), Madou (d), Penagé (d), Baraterro (d) & Thomel (d), 2008,.

## Liste de genres de la famille Ancylocertidae
Liste des genres selon GBIF (28 octobre 2021) :
- genre † Acanthoptychoceras Manolov, 1962
- genre † Acrioceras Hyatt, 1900
- genre † Ammonitoceras Dumas, 1876
- genre † Ancyloceras d'Orbigny, 1842
- genre † Anglesites Delanoy & Busnardo, 2007
- genre † Audouliceras Thomel, 1964
- genre † Australiceras Whitehouse, 1926
- genre † Berthouceras Vermeulen, Lépinay & Mascarelli, 2011
- genre † Breskovskiceras Vermeulen & Lazarin, 2007
- genre † Colchidites Djanelidzé, 1924
- genre † Coopericeras Vermeulen & Lazarin, 2007
- genre † Crioceratites Léveillé, 1837
- genre † Eoleptoceras Manolov, 1962
- genre † Gonneticeras Vermeulen & Lazarin, 2007
- genre † Hamiticeras Anderson, 1938
- genre † Hamulinites Paquier, 1901
- genre † Helicancylus Gabb, 1869
- genre † Hoheneggericeras Delanoy, Baudouin, Gonnet & Bert, 2008
- genre † Huastecoceras Cantu-Chapa, 1976
- genre † Karsteniceras Royo y Gomez, 1945
- genre † Koeneniceras Mikhailova & Baraboshin, 2002
- genre † Lazariniceras Vermeulen, Lépinay & Mascarelli, 2011
- genre † Leptoceratoides Thieuloy, 1966
- genre † Mkuzeiella Klinger & Kennedy, 2008
- genre † Monsalveiceras Kakabadze & Hoedemaeker, 1997
- genre † Orbignyiceras Gérard & Contaut, 1936
- genre † Paracrioceras Spath, 1924
- genre † Pedioceras Gerhardt, 1897
- genre † Pseudoancyloceras Stenshin, Shumilkin & Uspensky, 2014
- genre † Pseudoaustraliceras Kakabadze, 1981
- genre † Pseudobarrancyloceras Vermeulen et al., 2013
- genre † Pseudocrioceras Spath, 1924
- genre † Sabaudiella Busnardo, Charollais, Weidmann & Clavel, 2003
- genre † Sabaudiella Vašícek & Hoedemaeker, 2003
- genre † Sarkariceras Vermeulen, 2006
- genre † Taxyites Delanoy, Madou, Penagé, Baraterro & Lhaumet, 2008
- genre † Tonoceras Hyatt, 1900
- genre † Tonohamites Spath, 1924
- genre † Toxancyloceras Delanoy, 2003
- genre † Toxoceras d'Orbigny, 1842
- genre † Toxoceratoides Spath, 1924
- genre † Tropaeum Sowerby, 1837
- genre † Vasicekites Vermeulen, 1998
- genre † Volgoceratoides Mikhailova & Baraboshin, 2002
- genre † Xerticeras Delanoy, Moreno-Bedmar, Ruiz & Tolós Lládser, 2013

### Publication originale
- G. Delanoy, E. Madou, E. Penagé, X. Baraterro et G. Thomel, « Taxyites nov. gen. un nouveau genre d'ammonite hétéromorphe de l'Aptien inférieur du Sud-Est de la France (Ammonoidea, Ancyloceratina) », Annales du Muséum d'histoire naturelle de Nice, vol. 23,‎ 2008, p. 1-9 (ISSN 0336-4917, OCLC 5524764, BNF 34375807).